# 中山圭以子
中山 圭以子（なかやま けいこ、1964年8月28日 - ）は、東京都出身の歌手、元アイドル歌手（旧芸名中山 圭子）。アイドル当時の所属事務所は、サンミュージックプロダクション（以下、サンミュージック）。父は俳優の佐竹明夫。母方の祖父は映画監督の冬島泰三。

## 来歴・人物
1975年、父の佐竹明夫と共に出演したフジテレビ『オールスター家族対抗歌合戦』がきっかけでスカウトされる。1976年、太田裕美作詞の｢そよ風のベンジー｣（アメリカ映画『ベンジー』の日本公開時のタイアップ主題歌）を歌い、本名の中山圭以子名義でCBS・ソニーからレコードをリリース。中学時代は学業に専念するため、学研の学習雑誌のモデルをする以外は芸能活動をセーブしたが、サンミュージックからスカウトを受け、中学卒業と共にアイドル歌手としてデビューする事が決定した。
1980年、酒井政利プロデュース、阿木燿子作詞、南こうせつ作曲による楽曲「パパが私を愛してる」で、CBS・ソニーからアイドル歌手中山圭子としてデビュー。デビュー曲はユニリーバのシャンプー「ティモテ」のCMタイアップが付く予定だったが、この製品に国内未認可の成分が含まれている事が判明し、直前になってCM放送が中止されるアクシデントに見舞われる。タイアップ戦略を失った影響もあってか、デビュー曲は算段通りに売れず、本人出演の「タイガー魔法瓶」のCMタイアップ曲、ヘレンケラーを描いた映画「奇跡の人」のイメージソングとしてリリースされた2ndシングル「タッチ・ユー/イマジーナ」もヒットには恵まれなかった。
後見人だった『オールスター家族対抗歌合戦』のプロデューサー浜口哲夫の勧めもあり、1981年にサンミュージックを退社、芸能活動を休止。『オールスター家族対抗歌合戦』の審査員だった声楽家の立川清登に弟子入りして声楽を学ぶ。1982年、立川の個人事務所から中山圭以子名義で再デビュー。一から歌い方を学ぶため音大へ進学している。1984年から1988年まで、NHK教育テレビ『なかよしリズム』で歌のお姉さんとしてレギュラー出演。その後は童謡などを歌うファミリーコンサートや司会業などで活動。2011年に悪性リンパ腫を発症。抗がん剤治療の末に寛解するも1年半後に再発。一時は深刻な状態に陥ったが懸命な治療の甲斐があり奇跡的に寛解。現在は病気の経験を元にした講演などを行いながら、ライブ活動にも精力的に取り組んでいる。

## エピソード
サンミュージックにスカウトされた際の契約には、自身のデビューにあたり2年間は他の新人歌手をデビューさせないという条項が含まれていたという。ただ、同時期にサンミュージックに所属した新人として、2歳上の松田聖子がいた。松田の歌手デビューはこの条項により後回しとなる予定だったが、先にデビューした中山の売上不振をサンミュージックが考慮した結果、急遽、松田に資金を投じて歌手デビューさせる方針が打ち出された。二人は共に歌やダンスのレッスンに励み、親しい仲となっていたため、ライバル意識が無かった中山は、サンミュージックが申し出たこの方針転換を快く受け入れたという。同年4月にデビューした松田の「裸足の季節」のレコードは大ヒットし、必然的にサンミュージックの注力も松田へ傾いていった。
芸名は当初「新田明子」の案であったが、イメージに合わないとして「中山圭子」に変更されている。その後「新田明子」の名前は蒲池法子に回されたが、これまた合わないとして「松田聖子」となり、結局「新田明子」の芸名は使われなかった。
1980年放送の『オールスター紅白大運動会』にて、100m競争で松田らと対戦した。その際、前方を走っていた松田が転倒し、後方から来た中山がそれを避けきれず、中山の膝が松田の後頭部に直撃するというハプニングが発生。この場面は、後に『フジテレビ30年史』などの回顧番組で何度も取り上げられた。
NHK教育テレビ『なかよしリズム』では土居裕子と共にUちゃん&Kちゃんコンビとしてアイドル的な人気を得て、男性誌に取り上げられることもあった。

## ディスコグラフィー

### シングル
- 中山圭以子名義

1. 「そよ風のベンジー/アイ・ラブ・ティファニー」（1976年7月21日／CBS・ソニー／EP:06SH27）
2. 「ふるさと野津」（発売日不明。立川清登とのデュエット。大分県大野郡野津町のイメージソング）

- 中山圭子名義

1. 「パパが私を愛してる」（1980年2月1日／CBS・ソニー／EP:06SH707）
2. 「タッチ・ユー/イマジーナ」（1980年5月21日／CBS・ソニー／EP:06SH773。映画『奇跡の人』イメージソング&タイガー魔法瓶CMソング）

### アルバム
1. 『アイドル・ミラクルバイブルシリーズ 808182 Girls ～中山圭子・嵯峨聖子・川田あつ子・百瀬まなみ～』（2008年3月11日ソニー・ミュージックダイレクト）

## 出演番組
- オールスター家族対抗歌合戦「グランドチャンピオン大会」（1976年4月4日、フジテレビ）
- ミラクルTV大出動（1980年、TBS）
- スターダッシュNo.1!（1980年、TBS） - 伊藤サユリ役（レギュラー）
- 第18回オールスター紅白大運動会（1980年10月14日、フジテレビ） - 紅組選手
- 東芝日曜劇場『娘の日』（1981年3月1日、TBS）- 主演
- 東芝日曜劇場

『愛の言葉』（1982年、TBS）
- なかよしリズム（1984年 - 1988年、NHK教育）
- クイズ!脳ベルSHOW（2022年2月21日・22日・25日、BSフジ） - ゲスト